# Малина 'Геракл'
Мали́на 'Геракл' — ранний, ремонтантный сорт малины универсального назначения. Включён в Государственный реестр селекционных достижений по Центральному региону. 

## Биологическое описание
Куст средней высоты, средней силы роста, слабораскидистый, пряморослый. Побегообразовательная способность низкая (3—4 побега замещения).
Двулетние побеги коричневые, прямые. Шипы по всему стеблю, в среднем количестве, прямые, средней длины, прямые, изогнутые с наклоном вниз. Основание шипов светло-коричневое. Однолетние побеги пурпуровые, со средним восковым налётом, опушение отсутствует. Не полегают. Зона плодоношения на однолетнем побеге составляет более половины его длины.
Листья крупные, зелёные, слабоморщинистые, слабоскрученные, опушение отсутствует. Края листочков среднеострые.
Цветки средних размеров, тычинки ниже или на уровне пестиков.
Плоды широкотупоконические или усечённо-конические, красные, опушение слабое. Средняя масса ягод 6,8 г. Самые крупные могут весить до 11,5 г. Мякоть кисло-сладкая, с ароматом. Состав: сахара 9,8 %, кислоты 1,3 %, витамина С 32 мг/%.
Дегустационная оценка — 4 балла.
Средняя урожайность до 3 кг с куста, 92 ц/га. В средней полосе России потенциал урожайности реализуется на 60—70 %.
Повреждаемость вредителями и поражаемость болезнями слабая.
Технология возделывания предусматривает скашивание всех побегов перед наступлением осенних заморозков.
Начало созревания урожая — первая декада августа. В отличие от многих других сортов ремонтантной малины, 'Геракл' даёт большое количество корневых отпрысков, что упрощает его размножение.

## В культуре
См.: Ремонтантная малина.